# Sulla (plante)
Genre
Synonymes
- Hedysarum sect. Eleutherotion Basiner
- Hedysarum sect. Hedysarum Chrtkova
- Hedysarum sect. Spinosissima B.Fedtsch.

Sulla est un genre de plantes à fleurs dicotylédones de la famille des Fabaceae, sous-famille des Faboideae. Il comprend 7 espèces. Ce sont des plantes herbacées originaires du bassin méditerranéen, qui sont trouvées dans le sud de l'Europe, en Afrique du Nord et dans l'ouest de l'Asie.

## Liste des espèces
- Sulla aculeolata (Munby ex Boiss.) Amirahm. & Kaz.Osaloo
- Sulla carnosa (Desf.) B.H.Choi & H.Ohashi
- Sulla coronaria (L.) Medik.
- Sulla flexuosa (L.) Medik.
- Sulla glomerata (F.Dietr.) B.H.Choi & H.Ohashi
- Sulla pallida (Desf.) B.H.Choi & H.Ohashi
- Sulla spinosissima (L.) B.H.Choi & H.Ohashi
  - subsp. capitatum 
  - subsp. spinosissimum (L.) B.H.Choi & H.Ohashi

## Description originale
- (de) Medikus F.K., 1787. Versuch einer neuen Lehrart die Pflanzen nach zwei Methoden zugleich, nehmlich nach der künstlichen und natürlischen, zu ordnen, durch ein Beispiel einer natürlichen Familie erörtert [Neue methode bei Pflanzen zu ordnen] (vorgelesen den 17 May 1786). Vorlesungen der Churpfälzischen Physikalisch-Öconomischen Gesellschaft 2: [327]–460.